# British Touring Car Championship 2006

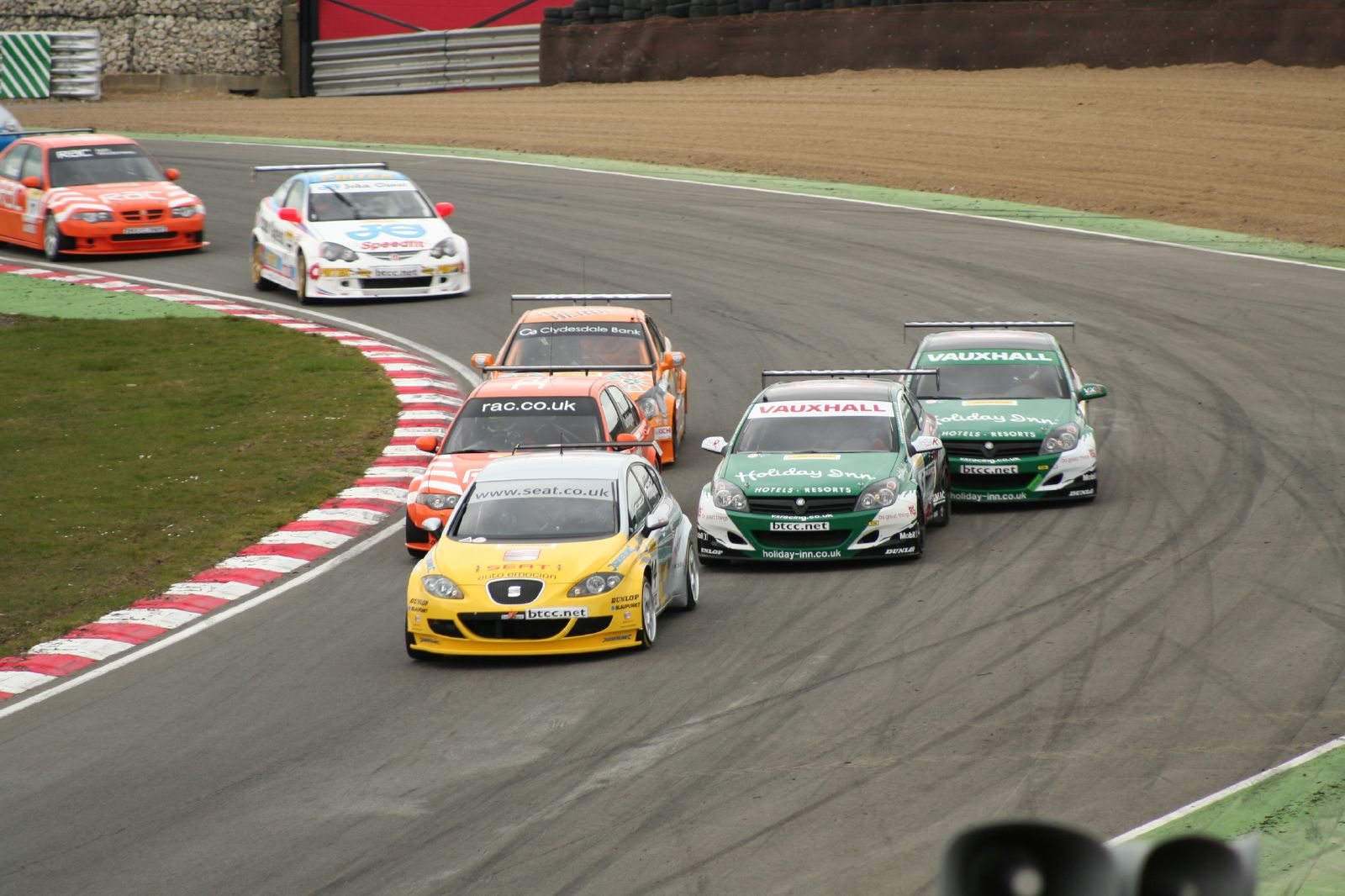
James Thompson leder fältet på Brands Hatch.

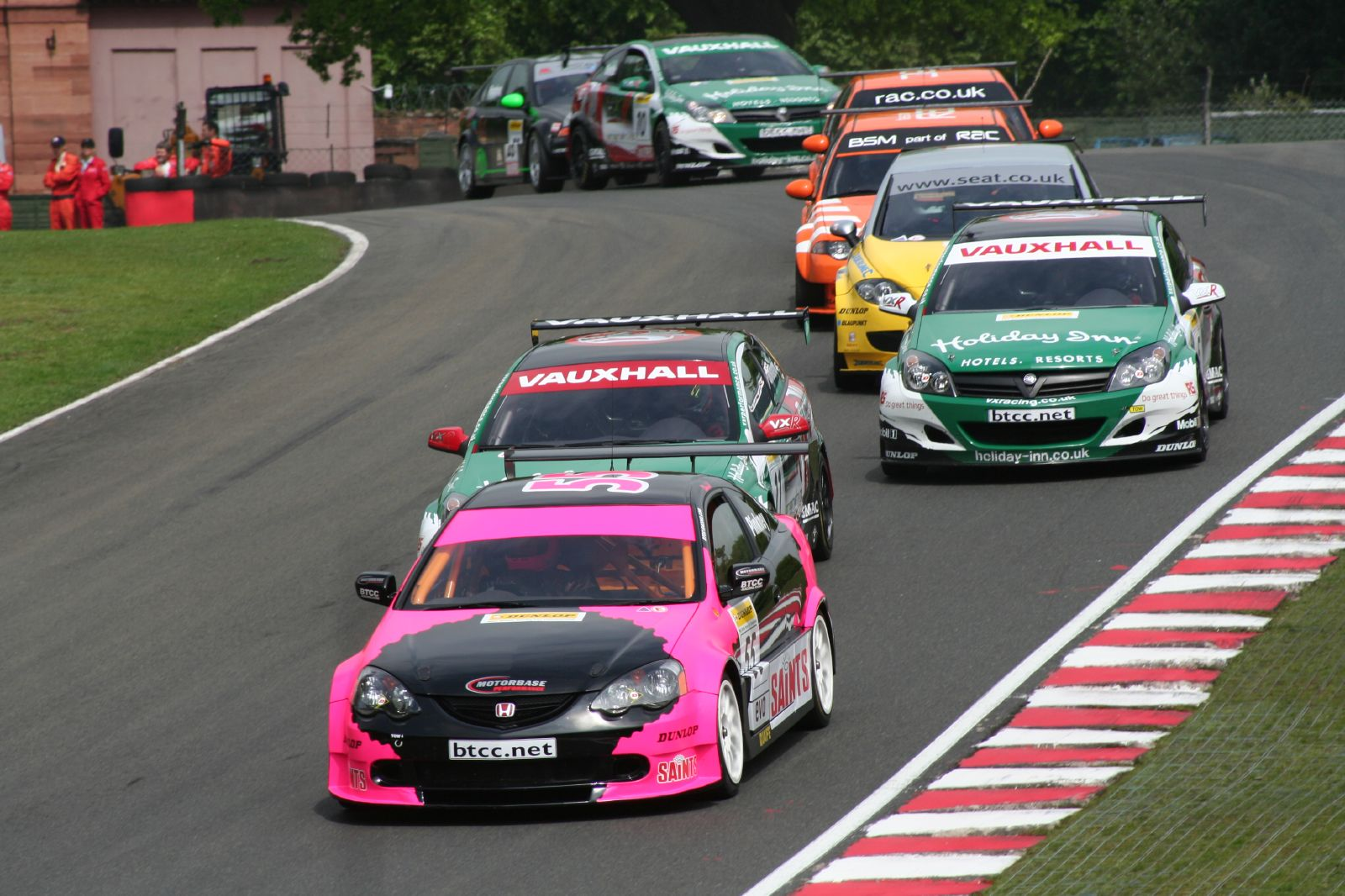
David Pinkney före Fabrizio Giovanardi på Oulton Park.

Dunlop MSA British Touring Car Championship 2006 var den 49:e säsongen av det brittiska standardvagnsmästerskapet, British Touring Car Championship. Mästare i både förarmästerskapet och privatförarcupen blev Matt Neal i en Honda Integra Type-R för Team Halfords, som vann teammästerskapet. Märkesmästare blev SEAT.

## Delsegrare
| Bana                            | Segrare (Race 1) | Märke | Segrare (Race 2)    | Märke    | Segrare (Race 3)    | Märke    |
| ------------------------------- | ---------------- | ----- | ------------------- | -------- | ------------------- | -------- |
| Brands Hatch                    | James Thompson   | SEAT  | James Thompson      | SEAT     | Jason Plato         | SEAT     |
| Mondello Park                   | Matt Neal        | Honda | Matt Neal           | Honda    | Mike Jordan         | Honda    |
| Oulton Park                     | Gordon Shedden   | Honda | Matt Neal           | Honda    | Jason Plato         | SEAT     |
| Thruxton Circuit                | Gordon Shedden   | Honda | Matt Neal           | Honda    | Colin Turkington    | MG       |
| Croft Circuit                   | Jason Plato      | SEAT  | Matt Neal           | Honda    | James Thompson      | SEAT     |
| Donington Park                  | Gordon Shedden   | Honda | Gordon Shedden      | Honda    | Colin Turkington    | MG       |
| Snetterton Motor Racing Circuit | Jason Plato      | SEAT  | Jason Plato         | SEAT     | Matt Neal           | Honda    |
| Knockhill Racing Circuit        | Jason Plato      | SEAT  | Fabrizio Giovanardi | Vauxhall | Matt Neal           | Honda    |
| Brands Hatch                    | Jason Plato      | SEAT  | Jason Plato         | SEAT     | Fabrizio Giovanardi | Vauxhall |
| Silverstone Circuit             | Gareth Howell    | Honda | Matt Neal           | Honda    | Gareth Howell       | Honda    |

## Slutställning
| Pl. | Förare              | Märke    | Poäng |
| --- | ------------------- | -------- | ----- |
| 1   | Matt Neal           | Honda    | 289   |
| 2   | Jason Plato         | SEAT     | 241   |
| 3   | Colin Turkington    | MG       | 240   |
| 4   | Gordon Shedden      | Honda    | 204   |
| 5   | Fabrizio Giovanardi | Vauxhall | 163   |
| 6   | James Thompson      | SEAT     | 162   |
| 7   | Tom Chilton         | Vauxhall | 139   |
| 8   | Gavin Smith         | Vauxhall | 123   |
| 9   | Rob Collard         | MG       | 97    |
| 10  | Mike Jordan         | Honda    | 91    |